# Lihula
Lihula (tysk: Leal) er en by i det vestlige Estland. Byen har et indbyggertal på 1.250 (2024) indbyggere og er hovedby i Lääneranna kommune.